# St. Mauritius (Sotzweiler)

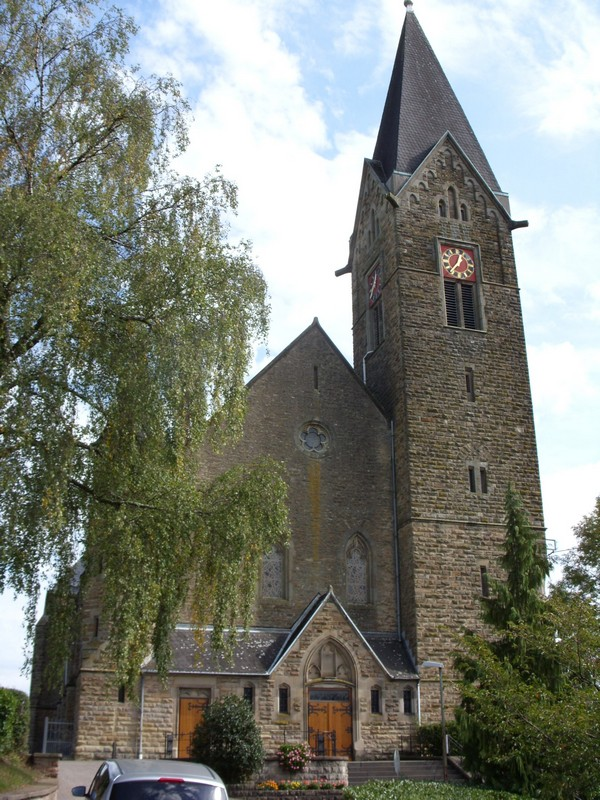
Die katholische Pfarrkirche St. Mauritius in Sotzweiler

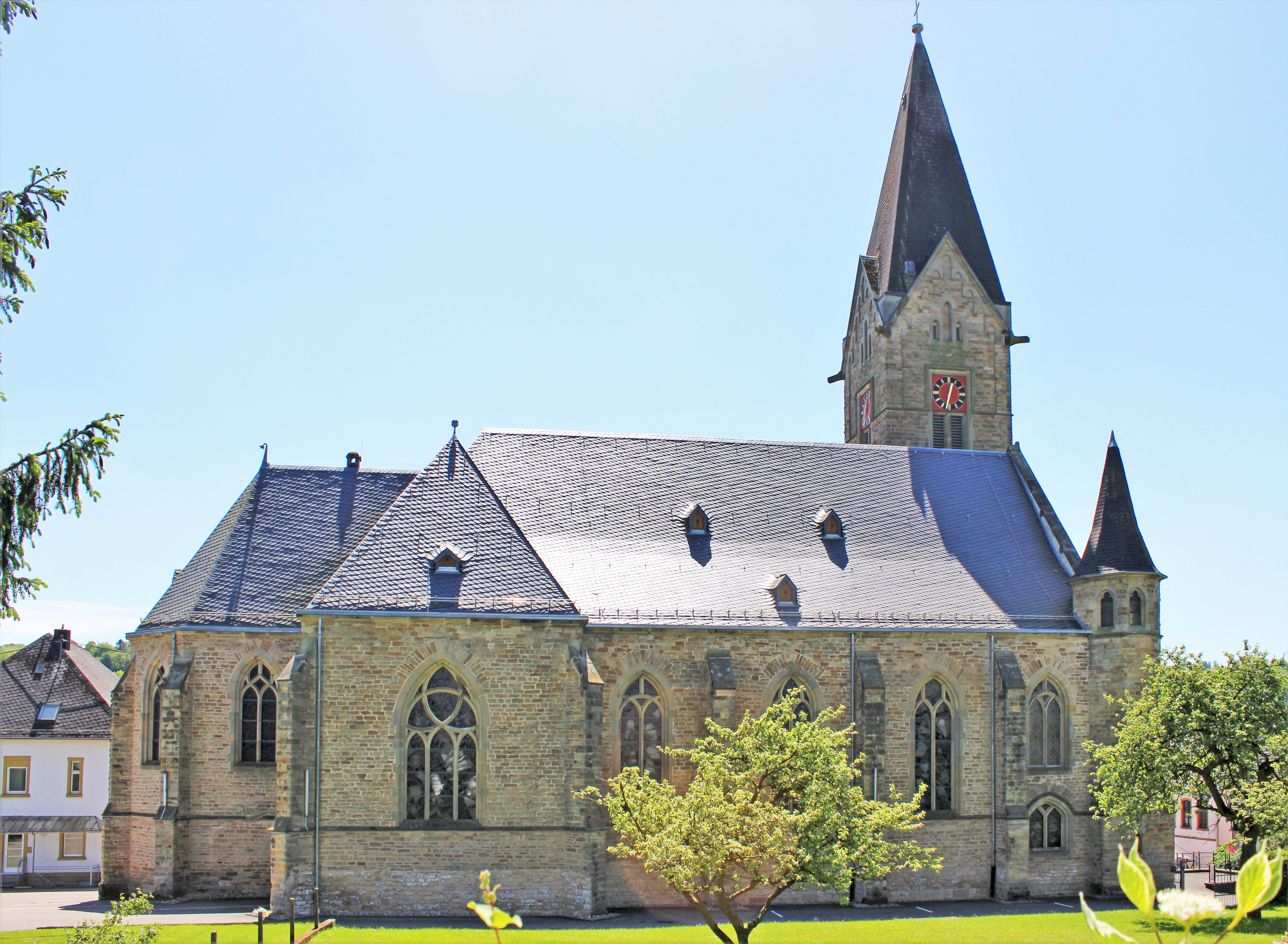
Weitere Ansicht der Kirche

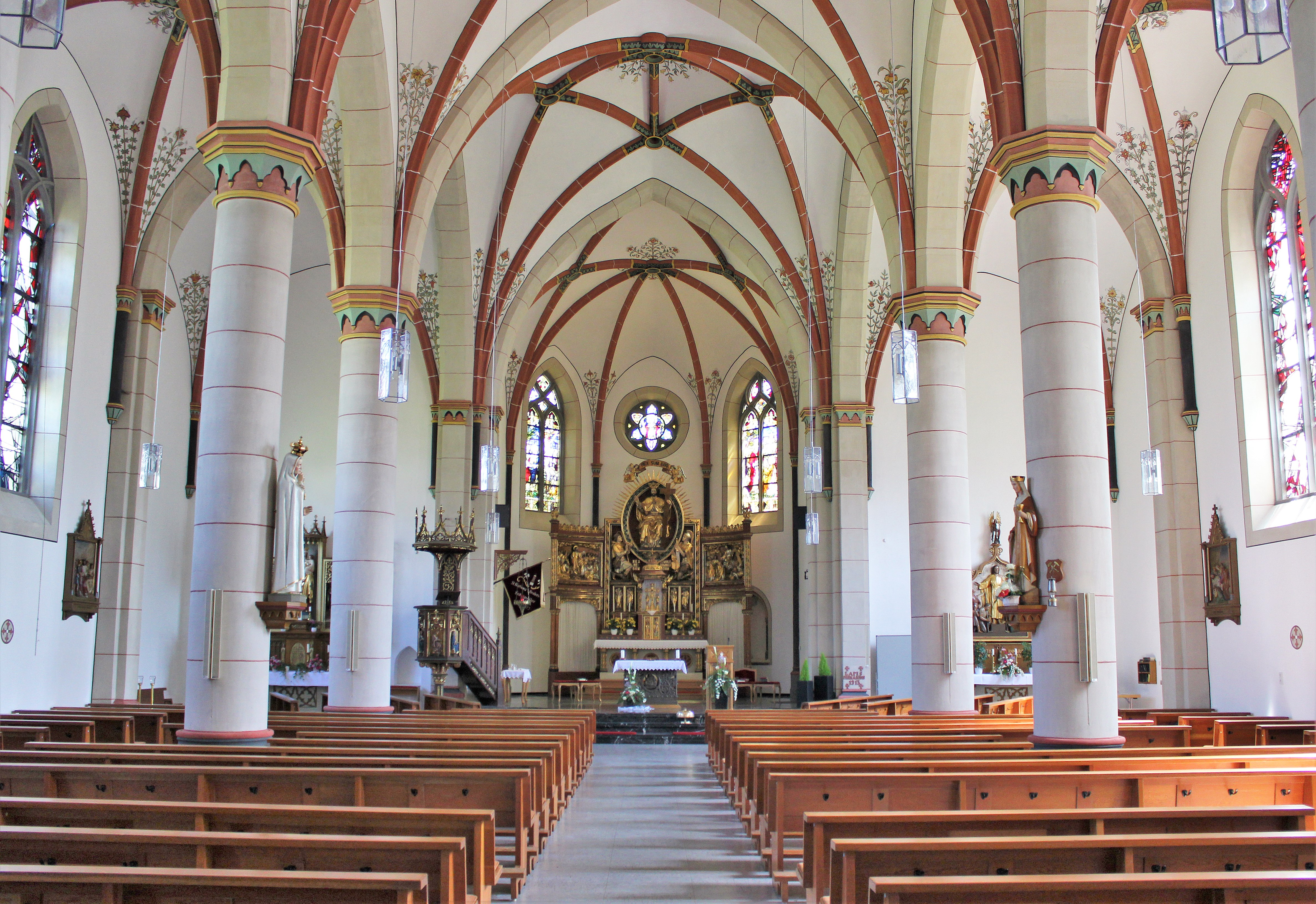
Blick ins Innere der Kirche

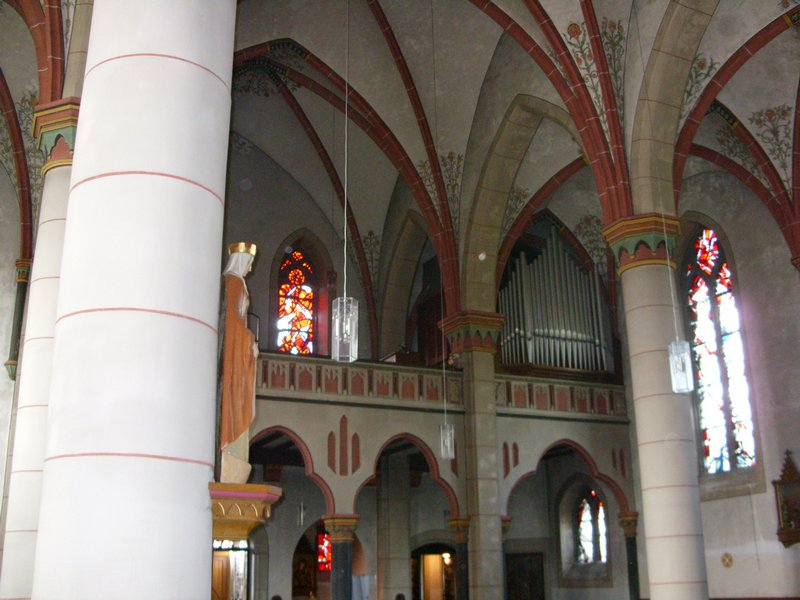
Blick zur Empore und dem Orgelprospekt

Die Kirche St. Mauritius ist eine katholische Pfarrkirche im saarländischen Sotzweiler, einem Ortsteil der Gemeinde Tholey, Landkreis St. Wendel. Kirchenpatron ist der heilige Mauritius. In der Denkmalliste des Saarlandes ist die Kirche als Einzeldenkmal aufgeführt.

## Geschichte
Vor dem Bau der heutigen Kirche mussten die Katholiken aus Sotzweiler den Gottesdienst in Tholey besuchen. Erst 1899 begannen Überlegungen zur Gründung eines Kirchenbauvereins, die schließlich am 24. Februar 1901 erfolgte. Nach 11 Jahren konnte der Verein ein Guthaben von 85 000 Mark verbuchen.
1913 kam es zur Grundsteinlegung für das Gotteshaus, das nach Plänen des Architekten Wilhelm Hector (Saarbrücken-St. Johann) errichtet wurde. 1915 waren die Arbeiten am Außenbau weitgehend abgeschlossen. Ende 1916 wurde der Hahn auf der Spitze des Kirchturms installiert und am 17. Juni 1926 weihte der Trierer Weihbischof Antonius Mönch die Kirche ein. Nachdem das Kirchengebäude lange Zeit über keine Heizung verfügte, konnte im Januar 1932 eine funktionsfähige Heizung in Betrieb genommen werden. Seit 1932 verfügt die Kirche über eine Turmuhr und Glocken.

## Kirchengebäude
Bei dem im neugotischen Stil errichteten Kirchengebäude handelt es sich um eine dreischiffige Hallenkirche. Das Langhaus, unterteilt in ein Mittelschiff und zwei Seitenschiffe, weist eine Unterteilung in vier Joche auf. Das südliche Seitenschiff ist nur dreijochig. An das Langhaus schließt sich ein Querschiff an, daran ein fünfseitiger Chor mit polygonalem Abschluss. Die Decken der drei Schiffe werden von Kreuzrippengewölben geformt. In den Gewölbefeldern befinden sich Malereien mit floralen Motiven.
Der Kirchturm ist seitlich in das Kirchenschiff eingerückt. Der Außenbau der Kirche ist nicht verputzt, so dass das Mauerwerk sichtbar ist. Es handelt sich somit um ein Sichtmauerwerk. Bei den Fenstern handelt es sich überwiegend um Spitzbogenfenster mit Maßwerk.
Im Inneren der Kirche fallen die aufwändig gestalteten Altäre mit ihren Figuren und Reliefs auf. Der Hochaltar mit dem Tabernakel wird bestimmt von einer thronenden Christusfigur in einem Strahlenkranz über der zwei Engel ein Spruchband halten. Die Kreuzwegstationen an den Wänden der Seitenschiffe sind als Reliefbilder gestaltet. Die Kanzel, die am linken Rand des Chorraums angebracht ist, weist filigranes Maßwerk auf dem Schalldeckel aus.

## Orgel

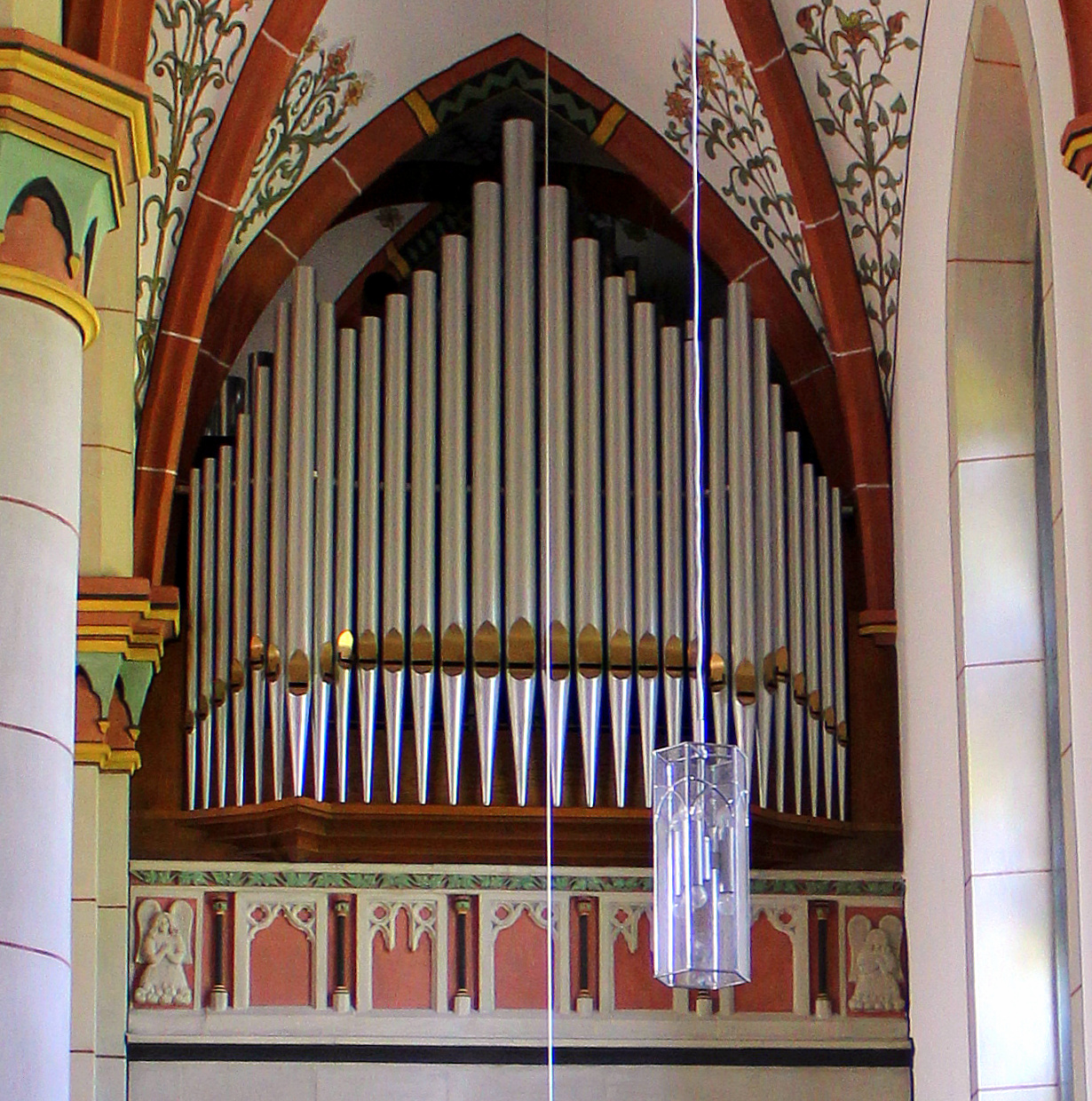
Prospekt der Orgel

Der Bau der Kirchenorgel begann 1931, als das alte Harmonium ersetzt werden sollte. Das neue Instrument wurde durch die Firma Georges Haupt aus Lintgen (Luxemburg), zu jener Zeit eine Filiale der Orgelbaufirma Stahlhuth (Aachen), geliefert. Jedoch wurden zunächst nur die 6 Register des II. Manuals sowie zwei Register im Pedal fertiggestellt.
Erst 1953 wurde das Instrument von Julius Reimsbach (Wallerfangen) weitgehend nach Plänen von Stahlhuth fertig gebaut.
2012 erfolgte der komplette Abbau der Orgel und ihre Restaurierung durch Thomas Gaida (Wemmetsweiler). Dabei blieben das Gehäuse des Spieltisches und die Tasten erhalten, aber die Armaturen und die Registerschalter wurden erneuert. Außerdem wurde die pneumatische Spiel- und Registertraktur durch eine elektrische ersetzt und die Disposition verändert. Am 6. Mai 2012 wurde die Orgel mit einem feierlichen Konzert wieder in Dienst gestellt.
Das auf einer Empore im nördlichen Seitenschiff aufgestellte Instrument verfügt über 16 Register, davon vier Auxiliarreihen, die in mehreren unterschiedlichen Fußtonlagen auf allen Klaviaturen spielbar sind. Die Disposition lautet wie folgt:
Disposition 1953–2012
| I Hauptwerk C–f3 |            |       |
| 1.               | Principal  | 8′    |
| 2.               | Offenflöte | 8′    |
| 3.               | Octave     | 4′    |
| 4.               | Nachthorn  | 4′    |
| 5.               | Schwiegel  | 2′    |
| 6.               | Mixtur IV  | 1 ⁄3′ |
| 7.               | Trompete   | 8′    |

| II Schwellwerk C–f3 |            |    |
| 8.                  | Rohrflöte  | 8′ |
| 9.                  | Dulciana   | 8′ |
| 10.                 | Principal  | 4′ |
| 11.                 | Principal  | 2′ |
| 12.                 | Cymbel III |    |
| 13.                 | Krummhorn  | 8′ |
|                     | Tremulant  |    |

| Pedal C–d1 |            |     |
| 14.        | Subbass    | 16′ |
| 15.        | Octavbass  | 8′  |
| 16.        | Choralbass | 4′  |
| 17.        | Fagott     | 16′ |

- Koppeln: II/I, II/I (Sub), II/I (Super), I/I (Super), II/II (Super), I/P, II/P
- Spielhilfen:1 freie Kombination, Piano, Mezzoforte, Forte, Tutti, Crescendotritt,  Zungen ab

Disposition seit 2012
| I Hauptwerk C–g3 |             |       |
| Aux.1            | Bourdon     | 16′   |
| Aux.2            | Principal   | 8′    |
| 1.               | Offenflöte  | 8′    |
| 2.               | Gambe       | 8′    |
| Aux.1            | Bourdon     | 8′    |
| 3.               | Octave      | 4′    |
| 4.               | Nachthorn   | 4′    |
| 5.               | Superoctave | 2′    |
| 6.               | Mixtur IV   | 1 ⁄3′ |
| Aux.3            | Trompete    | 16′   |
| Aux.3            | Trompete 8′ |       |
| Aux.4            | Krummhorn   | 8′    |
| Aux.3            | Clairon     | 4′    |
| Aux.4            | Krummhorn   | 4′    |

| II Schwellwerk C–g3 |                |        |
| Aux.1               | Bourdon        | 16′    |
| Aux.2               | Principal      | 8′     |
| 7.                  | Rohrflöte      | 8′     |
| Aux.1               | Lustig Gedeckt | 8′     |
| 8.                  | Dulciana       | 8′     |
| 9..                 | Traversflöte   | 4′     |
| 10..                | Quinte         | 2 ⁄3′  |
| 11.                 | Blockflöte     | 2′     |
| 12.                 | Terz           | 1 3⁄5′ |
| Aux.3               | Trompete       | 16′    |
| Aux.3               | Trompete       | 8′     |
| Aux.4.              | Krummhorn      | 8′     |
| Aux.3               | Clairon        | 4′     |
| Aux.4               | Krummhorn      | 4′     |

| Pedal C–f1 |                 |                 |
| Aux.1      | Untersatz       | 32′ (akustisch) |
| Aux.1      | Subbass         | 16′             |
| Aux.2      | Octavbass       | 8′              |
| Aux.1      | Gedecktbass     | 8′              |
| Aux.2      | Choralbass      | 4′              |
| Aux.1      | Gedeckt         | 4′              |
| Aux.2      | Principal       | 2′              |
| Aux.1      | Gedeckt         | 2′              |
| Aux.3      | Posaune         | 16′             |
| Aux.3      | Trompete        | 8′              |
| Aux.4      | Krummhorn       | 8′              |
| Aux.3      | Clairon         | 4′              |
| Aux.4      | Krummhorn       | 4′              |
| Aux.3      | Singend Cornett | 2′              |

- Anmerkung: Aux 1, 2 und 3 sind nicht schwellbar, Aux 4 steht im Schwellkasten des II. Manuals. Die Sub- und Superoktavkoppeln sowie die Spielhilfe Äquallage ab wirkt nur auf die fest zugeordneten (hier fortlaufend nummerierten) Register des Manuals und nicht auf die Auxiliarregister.

- Koppeln:
  - Normalkoppeln: II/I, I/P, II/P
  - Suboktavkoppeln: I/I, II/I, II/II
  - Superoktavkoppeln: I/I, II/I, II/II, I/P, II/P
- Spielhilfen: I Äquallage ab, II Äquallage ab, Tremulant (Ganze Orgel), Setzer, Registercrescendotritt, Transposer (± 12 HT), Sostenuto (Tastenfessel)